# 蒲郡市立竹島小学校
蒲郡市立竹島小学校（がまごおりしりつ たけしましょうがっこう）は、愛知県蒲郡市府相町三丁目にある公立小学校。

## 概要
- 「竹島小」（たけしましょう）または「竹小」（たけしょう）とも呼ばれる。
- 蒲郡南部小学校の児童数増加により昭和49年度に新設された。
- 新設開校により通学範囲の変更があり、蒲郡南部小学校のほか、三谷小学校・蒲郡東部小学校・蒲郡北部小学校の一部生徒も通学範囲となった。
- 校章は「島」に竹冠を配置したものを図案化。
- 卒業生は、蒲郡市立蒲郡中学校へ進学する。

## 沿革
- 1974年（昭和49年）4月1日 - 創立。
- 1974年（昭和49年）7月3日 - プール完成。
- 1975年（昭和50年）1月12日 - 「校旗・校歌・体育館」完成記念式を行う。
- 1977年（昭和52年）8月8日 - NHK巡回ラジオ体操会が開かれる。
- 2004年（平成16年）4月1日 - 2学期制導入。

## 校訓
校訓　「たのしく、なかよく、たくましく」
知・徳・体の調和のとれた人間形成をめざし、明るく元気で実践力に富んだ子どもの育成
たのしく生き生きの伸び伸びと活動し、楽しく学ぶ子
なかよく　礼儀と思いやりの心をもって、なかよくする子
たくましく　最後まで粘り強く取り組む、心も体も元気な子
ーキラリと光る自分の花を咲かせようー

## 学校行事
- 入学式
- 春の遠足
- 修学旅行（6年）
- 球技指導会
- 運動会
- 学芸会
- マラソン大会
- 競書会
- 卒業式

## 校区
- 蒲郡市竹島町、丸山町、府相町、新井形町、堀込町、三谷北通5・6丁目全域
- 蒲郡市平田町、水竹町、三谷北通4丁目の一部

## 交通
- JR東海・名鉄蒲郡駅下車
  - 北口より徒歩約20分
  - 蒲郡駅前バス停（南口）から名鉄バス 病院循環線（右回り）に乗車、府相町下車（約6分[注 1]）[1]、その後、徒歩（約5分）
- JR東海三河三谷駅北口より徒歩約25分